# Kartódromo Internacional Dr Henrique Santillo
O Kartódromo Internacional Dr Henrique Santillo é um kartódromo localizado no município de Itumbiara, região sul de Goiás.
A pista é uma das mais modernas do Brasil, com arquibancada coberta para 5.000 pessoas.

## Dados técnicos
- Cidade: Itumbiara - Goiás
- Comprimento: 1.065 m
- Largura: -